# البطريق (شخصية مصورة)
البطريق (بالإنجليزية: Penguin)‏ هو شخصية خيالية شريرة في القصص المصورة من نشر دي سي كومكس. يعد البطريق أقدم أعداء باتمان وأكثرهم استمرارا في مواجهته، الشخصية من تأليف كل من بوب كين وبيل فينغر، البطريق هو رجل بدين قصير ومعروف عنه حبه للطيور وله مظلاته الخاصة ذات التقنية العالية. زعيم عصابة ولص، وقال أنه يتخيل نفسه بأنه «سيد الجريمة؛» يوفر عمله في الملهى الليلي الخاص به غطاء لنشاطه الإجرامي، والذي يستخدمه باتمان أحيانا كمصدر للمعلومات في عالم الجريمة. خلافا لمعظم أعداء باتمان، البطريق يمتاز بالعقلانية والسيطرة على أفعاله، وهي الميزات التي تساعده على الحفاظ على علاقة فريدة مع خصمه.